# Begonia lobbii
Begonia lobbii là một loài thực vật có hoa trong họ Thu hải đường. Loài này được (Hassk.) A.DC. mô tả khoa học đầu tiên năm 1864.